# Grand Prix automobile de Monaco 1976
Résultats du Grand Prix de Monaco 1976, couru sur le circuit de Monaco le 30 mai 1976.

## Classement
| Pos  | N° | Pilote             | Écurie             | Tours | Temps/Abandon      | Grille | Points |
| ---- | -- | ------------------ | ------------------ | ----- | ------------------ | ------ | ------ |
| 1    | 1  | Niki Lauda         | Ferrari            | 78    | 1 h 59 min 51 s 47 | 1      | 9      |
| 2    | 3  | Jody Scheckter     | Tyrrell-Ford       | 78    | + 11 s 13          | 5      | 6      |
| 3    | 4  | Patrick Depailler  | Tyrrell-Ford       | 78    | + 1 min 04 s 84    | 4      | 4      |
| 4    | 34 | Hans-Joachim Stuck | March-Ford         | 77    | + 1 tour           | 6      | 3      |
| 5    | 12 | Jochen Mass        | McLaren-Ford       | 77    | + 1 tour           | 11     | 2      |
| 6    | 30 | Emerson Fittipaldi | Copersucar-Ford    | 77    | + 1 tour           | 7      | 1      |
| 7    | 16 | Tom Pryce          | Shadow-Ford        | 77    | + 1 tour           | 15     |        |
| 8    | 17 | Jean-Pierre Jarier | Shadow-Ford        | 76    | + 2 tours          | 10     |        |
| 9    | 8  | Carlos Pace        | Brabham-Alfa Romeo | 76    | + 2 tours          | 17     |        |
| 10   | 28 | John Watson        | Penske-Ford        | 76    | + 2 tours          | 18     |        |
| 11   | 21 | Michel Leclère     | Wolf-Williams-Ford | 76    | + 2 tours          | 8      |        |
| 12   | 26 | Jacques Laffite    | Ligier-Matra       | 75    | Accident           | 12     |        |
| 13   | 22 | Chris Amon         | Ensign-Ford        | 74    | + 4 tours          | 2      |        |
| 14   | 2  | Clay Regazzoni     | Ferrari            | 73    | Accident           | 16     |        |
| Abd. | 6  | Gunnar Nilsson     | Lotus-Ford         | 39    | Moteur             | 3      |        |
| Abd. | 10 | Ronnie Peterson    | March-Ford         | 26    | Accident           | 14     |        |
| Abd. | 11 | James Hunt         | McLaren-Ford       | 24    | Moteur             | 9      |        |
| Abd. | 9  | Vittorio Brambilla | March-Ford         | 9     | Suspension         | 19     |        |
| Abd. | 19 | Alan Jones         | Surtees-Ford       | 1     | Collision          | 20     |        |
| Abd. | 7  | Carlos Reutemann   | Brabham-Alfa Romeo | 0     | Accident           | 21     |        |
| Nq.  | 20 | Jacky Ickx         | Wolf-Williams-Ford |       | Non qualifié       |        |        |
| Nq.  | 38 | Henri Pescarolo    | Surtees-Ford       |       | Non qualifié       |        |        |
| Nq.  | 37 | Larry Perkins      | Boro-Ford          |       | Non qualifié       |        |        |
| Nq.  | 24 | Harald Ertl        | Hesketh-Ford       |       | Non qualifié       |        |        |
| Nq.  | 35 | Arturo Merzario    | March-Ford         |       | Non qualifié       |        |        |

Légende :
- Abd.=Abandon

## Pole position et record du tour
- Pole position : Niki Lauda en 1 min 29 s 65 (vitesse moyenne : 132,997 km/h).
- Tour le plus rapide : Clay Regazzoni en 1 min 30 s 28 au 60e tour (vitesse moyenne : 132,069 km/h).

## Tours en tête
- Niki Lauda : 78 (1-78)

## À noter
- 11e victoire pour Niki Lauda.

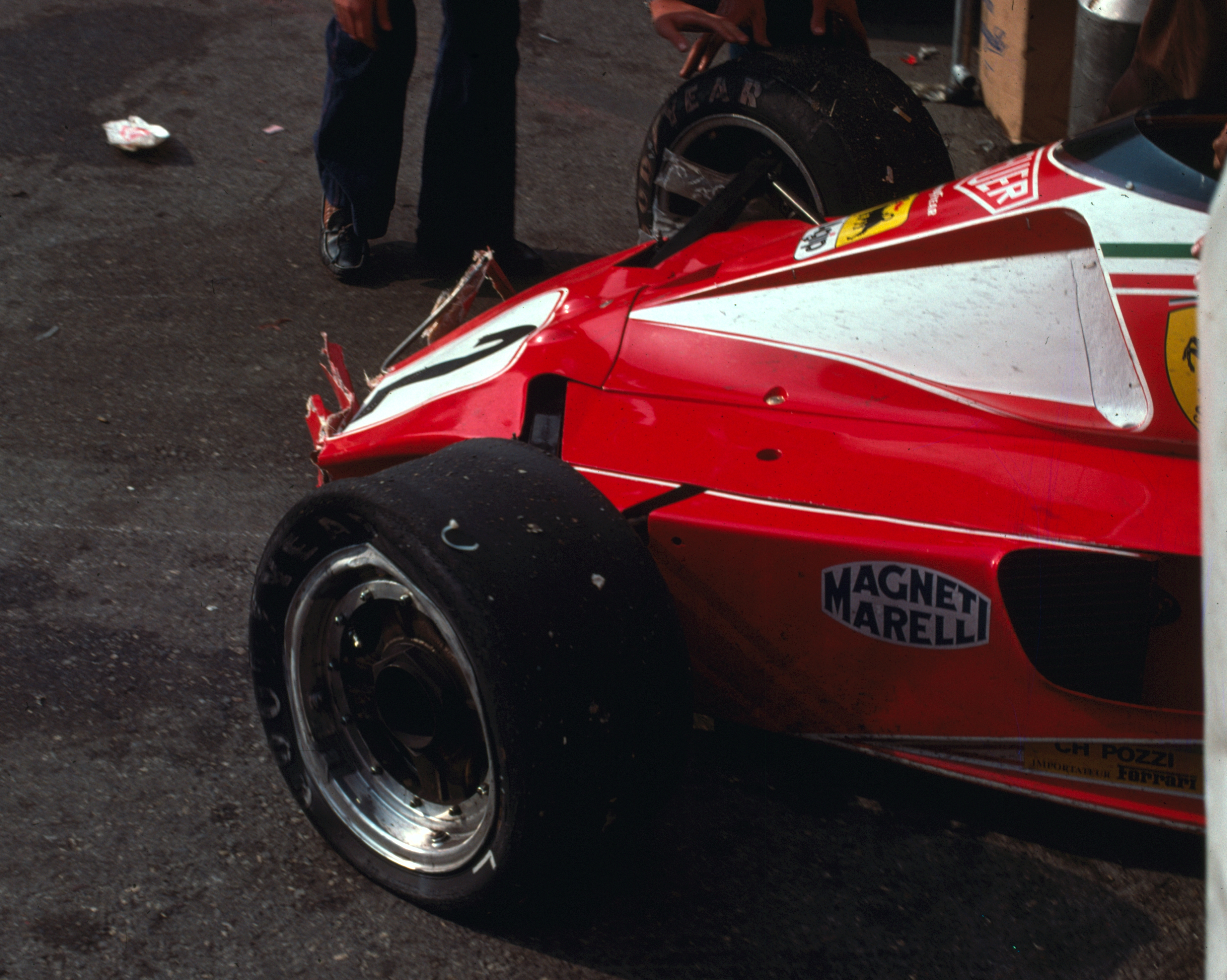
La Ferrari accidentée de Clay Regazzoni, auteur du meilleur tour en course.

- 63e victoire pour Ferrari en tant que constructeur.
- 63e victoire pour Ferrari en tant que motoriste.